# Cantone di Payrac
Il Cantone di Payrac era una divisione amministrativa dell'arrondissement di Gourdon.
È stato soppresso a seguito della riforma complessiva dei cantoni del 2014, che è entrata in vigore con le elezioni dipartimentali del 2015.
Comprendeva i comuni di:
- Calès
- Fajoles
- Lamothe-Fénelon
- Loupiac
- Masclat
- Nadaillac-de-Rouge
- Payrac
- Reilhaguet
- Le Roc